# Tanggras
Das Tanggras (Cymodocea nodosa) ist ein Seegras aus der Gattung Cymodocea in der Pflanzenfamilie Cymodoceaceae.
Tanggras ist ein wichtiger Lebensraum für Seepferdchen.

## Trivialnamen
englischsprachige Trivialnamen sind Lesser Neptune Grass oder Seahorse Grass.

## Beschreibung und Ökologie

### Vegetative Merkmale
Das Tanggras ist eine am Meeresgrund wachsende (submerse), ausdauernde krautige Pflanze. Die kriechende Sprossachse (ein Rhizom) liegt innerhalb des Bodensubstrats, frei sichtbar sind normalerweise nur die grasartigen Laubblätter. Diese stehen in Bündeln zu zwei bis fünf. Sie sind gegliedert in eine kurze, den Spross umhüllende Blattscheide, am Übergang zur Spreite einem kurzen Blatthäutchen (Ligula) und eine lange, freie, bandförmige Blattspreite. Diese ist zwischen 10 und 45 Zentimeter lang und 2 bis 4 Millimeter breit und ähnelt derjenigen des Gewöhnlichen Seegrases Zostera marina. Jede besitzt sieben bis neun parallele Blattnerven, ihre Spitze ist stumpf mit sehr kleinen zwei- oder dreispitzigen Zähnchen. Abgeworfene Blätter hinterlassen am vertikalen, aus zahlreichen Knoten mit sehr kurzen Internodien aufgebauten Sprossstück kreisförmige Blattnarben. Der sehr kurze oberirdische Spross bildet nur die Spitze eines kurzen senkrecht nach oben wachsenden (vertikalen) Rhizoms, das von langen, waagrecht (horizontal) verlaufenden monopodialen weiß bis rosa gefärbten Kriechsprossen mit etwa 1 bis 6 Zentimeter langen Internodien abgeht; an deren Knoten sitzt, neben diesen kurzen vertikalen Rhizomabschnitten, jeweils mit nur eine stark verzweigte Wurzel, die bis zu 35 Zentimeter lang werden kann. Die kriechenden, horizontalen Rhizome erreichen Wuchsleistungen von mehreren Metern pro Jahr, was die Art zu einer effektiven Pionierpflanze macht, die gut bisher freie Habitate erobern und kolonisieren kann.

### Generative Merkmale
Cymodocea nodosa kommt nur sehr selten zur Blüte. Sie blüht dann zwischen Mai und August. Cymodocea nodosa ist zweihäusig getrenntgeschlechtig (diözisch); männliche und weibliche Blüten sitzen einzeln auf verschiedenen Pflanzenexemplaren. Die unscheinbaren Blüten, ohne Blütenhülle, unterscheiden sich im Aufbau nicht von denjenigen anderer Arten der Gattung Cymodocea, sie werden durch Wasserströmungen bestäubt. Die männliche Blüte ist gestielt mit zwei auf gleicher Höhe ansitzenden Staubbeuteln. Die weiblichen sind sitzend oder sehr kurz gestielt mit zwei freien Fruchtknoten, jeder mit einem kurzen Griffel, der in zwei lange Narben geteilt ist.
Es werden jeweils zwei etwa linsenförmige Früchte gebildet. Die Frucht ist seitlich zusammengedrückt und im Umriss halbkreisförmig, mit drei parallelen Rippen und einem kurzen, endständigen Schnabel. Sie erreicht 8 Millimeter Länge und 6 Millimeter Breite bei einer Dicke von 1,5 Millimeter.
Von Cymodocea nodosa kommen diploide und tetraploide Sippen, auch nebeneinander im selben Habitat, vor. Die Chromosomenzahl beträgt 2n = 14 und 2n = 28.

## Unterscheidung zu anderen Seegras-Arten
Cymodocea nodosa kann von den drei anderen europäischen Seegras-Arten (plus dem Neophyten Halophila stipulacea) an den langen horizontalen und kurzen aufsitzenden vertikalen Rhizomen unterschieden werden, die der sonst ähnlichen Gattung Posidonia fehlen. Außerdem sind die Früchte merklich größer als diejenigen der Zostera-Arten.

## Vorkommen
Cymodocea nodosa ist im gesamten Mittelmeer verbreitet. Das Verbreitungsgebiet reicht bis in den Atlantischen Ozean und erstreckt sich dort nach Norden bis zum südlichen Portugal (Parque Natural da Ria Formosa) und südlich bis Madeira, den Kanarischen Inseln und Kapverdischen Inseln sowie bis an die Küsten der afrikanischen Länder Mauretanien und Senegal.
Eine Cymodocea nodosa-Seegraswiese grenzt zum Beispiel unmittelbar an den neuen Sandstrand der St. George's Bay (Paceville, San Giljan) auf Malta.
Im westlichen Mittelmeer wächst Cymodocea nodosa gewöhnlich im Flachwasser in Tiefen von wenigen cm bis zu 2,5 m, es kann aber auch in  Tiefen von 30 m bis 40 m vorkommen. In der Regel wächst die Pflanze an geschützten Stellen auf sandigem Substrat. Im östlichen Mittelmeer findet man Tanggras häufig in kleinen, sandigen Zonen, die sich in Spalten oder kleinen Mulden auf flachen Felsen bilden. Gelegentlich wird das Tanggras dort von der Caulerpa Art Caulerpa prolifera begleitet, die bis zu 20 % der Pflanzendecke ausmachen kann. Neben reinen Tanggras Wiesen kann die Art im Mittelmeer auch zusammen mit Neptungras vorkommen. In Israel unterliegen die Bestände großen saisonalen Schwankungen und Schwankungen von Jahr zu Jahr. Gelegentlich verschwinden die Tanggras Wiesen vollständig um sich anschließend aus den Samenbeständen im Sediment zu erneuern. Moderate Störung kann die Pflanze überstehen.

## Naturschutz
Seegraswiesen mit Tanggras sind geschützte Lebensraumtypen nach OSPAR für den europäischen Nordostatlantik und nach der Berner Konvention für das Mittelmeer (EUNIS Lebensraumtyp A5.53131). Die Bestände sind rückläufig, so sind in der Bucht von Cádiz zwischen 15 und 80 Prozent der früher dokumentierten Bestände verloren gegangen. Die Seegraswiesen sind bedroht durch Wasserverschmutzung, vor allem aber durch mechanische Störungen der besiedelten Sandbänke. Nach Störungen wird sie oft durch opportunistische Arten wie die neophytische Alge Caulerpa taxifolia ersetzt. Die Art selbst gilt aber nicht als vom Aussterben bedroht, in der Roten Liste der IUCN ist sie als ungefährdet („least concern“) eingestuft.

## Systematik
Die Erstveröffentlichung dieser Art erfolgte im Jahr 1793 unter dem Namen (Basionym) Zostera nodosa, durch den Botaniker und Franziskanerpater Placido Michele Aurifici, bekannt unter seinem Ordensnamen Bernardino da Ucria. Die Neukombination 1870 zu Cymodocea nodosa erfolgte durch Paul Friedrich August Ascherson. Die Typusart der Gattung Cymodocea Cymodocea aequorea K.D.Koenig gilt heute als Synonym von Cymodocea nodosa.
Cymodocea nodosa ist die einzige europäische Art der Gattung Cymodocea. Nach genetischen Daten von Petersen et al. 2014 ist die Gattung nicht monophyletisch. Demnach bildet die Art Cymodocea nodosa mit ihrer Schwesterart Cymodocea rotundata eine Klade, deren Schwestergruppe die anderen Arten und Gattungen der Familie Cymodoceaceae mit Ausnahme von Halodule gemeinsam sind. Die notwendige taxonomische Anpassung, entweder Aufspaltung der bisherigen Gattung, oder deren Vereinigung mit den anderen, wurde bisher noch nicht vollzogen.

## Fossilien
Fossile Funde, die der Art Cymodocea nodosa zugeordnet werden konnten, liegen vor aus dem Eozän des Pariser Beckens (mit zwei anderen Seegras-Arten) und dem Pliozän der italienischen Poebene, hier auch Funde von fossilen Früchten der Art. Dies deutet auf ein hohes Alter sowohl der Art, wie auch der Seegräser allgemein.